# Race Imboden
Race Alick Reid Imboden (Tampa, 17 de abril de 1993) es un deportista estadounidense que compite en esgrima, especialista en la modalidad de florete.
Participó en tres Juegos Olímpicos de Verano, obteniendo dos medallas en la prueba por equipos, bronce en Río de Janeiro 2016 (junto con Miles Chamley-Watson, Alexander Massialas y Gerek Meinhardt) y bronce en Tokio 2020 (junto con Nick Itkin, Alexander Massialas y Gerek Meinhardt), y el cuarto lugar en Londres 2012, también en el torneo por equipos.
Ganó cuatro medallas en el Campeonato Mundial de Esgrima entre los años 2013 y 2019. En los Juegos Panamericanos de 2019 obtuvo dos medallas, oro por equipos y bronce en la prueba individual.

## Biografía
Imboden nació en Tampa, Florida, pero creció en Nueva York, en donde hizo sus estudios de bachillerato en la Dwight School. Comenzó a practicar la esgrima desde los nueve años, aparte de competir en carreras de BMX.
En la categoría juvenil, obtuvo la medalla de oro por equipos en los Mundiales de 2011
y 2012. Su primera medalla en la categoría absoluta fue una de plata en el Mundial de 2013, conseguida en la prueba por equipos. Metal que también consiguió en la misma prueba en los Mundiales de 2017 y 2018. En 2019 se proclamó con su equipo campeón mundial, ganando la medalla de oro en el Mundial celebrado en Budapest.

## Palmarés internacional
| Juegos Olímpicos   | Juegos Olímpicos        | Juegos Olímpicos  | Juegos Olímpicos    |
| Año                | Lugar                   | Medalla           | Prueba              |
| ------------------ | ----------------------- | ----------------- | ------------------- |
| 2016               | Río de Janeiro (Brasil) | Medalla de bronce | Florete por equipos |
| 2020               | Tokio (Japón)           | Medalla de bronce | Florete por equipos |
| Campeonato Mundial |                         |                   |                     |
| Año                | Lugar                   | Medalla           | Prueba              |
| 2013               | Budapest (Hungría)      | Medalla de plata  | Florete por equipos |
| 2017               | Leipzig (Alemania)      | Medalla de plata  | Florete por equipos |
| 2018               | Wuxi (China)            | Medalla de plata  | Florete por equipos |
| 2019               | Budapest (Hungría)      | Medalla de oro    | Florete por equipos |